# یانو د بوربا
یانو د بوربا (به اسپانیایی: Llano de Bureba) یک شهرستان در اسپانیا است.